# 翠川秋子
翠川 秋子（みどりかわ あきこ、1889年（明治22年）9月 - 1935年（昭和10年）8月20日）はアナウンサー。日本初の女性アナウンサー。

## 来歴
東京日本橋亀島町で、明治維新前には与力を務め荻野流砲術師範であった武士の家に生まれる。女子美術学校（現在の女子美術大学）を卒業。銀行員と結婚して養子に迎え、2男1女をもうけるが、1922年（大正11年）に死別。
その後、開局に向けて準備を進めていた社団法人東京放送局（NHK首都圏局の前身）総裁だった後藤新平の目に止まり、後藤の推薦によって1925年（大正14年）6月に社団法人東京放送局入り。当初は放送係として家庭講座を担当していたが、採用試験の際に琵琶を披露して豊かな声量を認められていたため、アナウンサーを兼任するようになる。これが日本初の女性アナウンサーの誕生である。しかし、局内での風当たりは強く、翠川は「男社会の犠牲になった」との思いを抱き、約7ヶ月後の1926年（大正15年）1月に退職。男性職員にアナウンスの口調について意見されて口論となり、殴られたこと等がきっかけで辞表を出したという。
退職後は後藤が会長を務めていた社団法人家庭電気普及会発行の雑誌「家庭の電気」の編集主任、成女高等女学校の美術教師、白木屋での広報雑誌編集などを務めたものの長続きせず、友人とサン・スーシー社を設立して雑誌「皮肉」を創刊しその主幹となる。さらに新宿2丁目に屋台のおでん屋「みどり」を開いたが、うまくいかず閉店。日本観光協会の嘱託の傍ら、生命保険会社の外交員としても勤務していた。
1935年（昭和10年）7月25日、翠川は家から姿を消す。同居していた長男、長女は、翠川が突然旅に出ることが時々あったため気にしていなかった。しかし、日本郵船の平安丸に乗務していた次男が、翠川から「亡き父さんへの責任は果たした」、「妾（わたし）は疲れた」と綴った手紙が届いたことを不審に思い、下船後に兄弟3人で家中を探したところ、「海の底から子どもたちの幸福を永遠に祈っている」、「私の家出した日を命日としておくれ」等と記した遺書を発見。8月6日に警察に届け出て、直ちに捜索が行われた。当初は、自殺のための単独での家出かと考えられたが、8月19日、千葉県安房郡館山北条町（現在の館山市）の旅館に夫婦と称して滞在していた男女が、貸しボートで館山湾外に出たまま行方不明になったと届け出があり、20日午前7時半頃、安房郡西岬村（現在の館山市）坂田海岸に女性の遺体が漂着しているのが発見されて、その後の捜査で女性は翠川、男性はおでん屋の常連だった年下の東京市・蒲田区（現在の大田区）役所職員であることが判明。心中であったことが明らかになった。